# رولاند فرويند
رولاند فرويند (بالألمانية: Roland Freund)‏ هو لاعب كرة الماء ألماني، ولد في 17 يونيو 1955 في تيميشوارا في رومانيا.

## وصلات خارجية
- رولاند فروند على موقع الاتحاد الدولي للسباحة (الإنجليزية)
- رولاند فروند على موقع اللجنة الأولمبية الدولية (الإنجليزية)
- رولاند فروند على موقع أوليمبيديا (الإنجليزية)